# Tableta

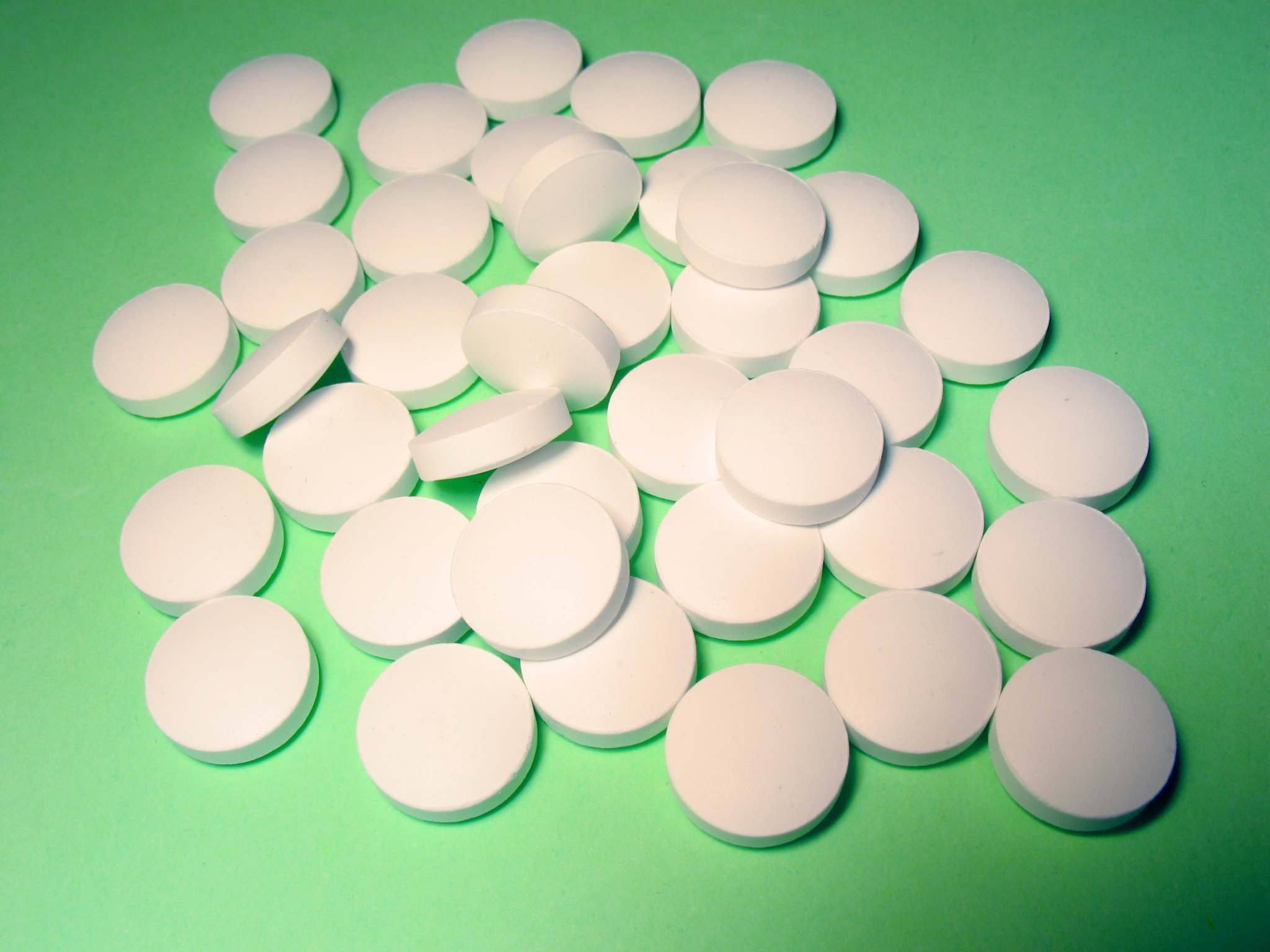
Tablety

Tableta (z franc. tablette, destička z latinského tabula pro svůj tvar), lidově také pilulka (z latinského pilula, míček), prášek, pastilka (z pastille, pasta), pokroutka je mechanicky pevný, tvarově určitý pórovitý výlisek z práškových směsí léčivých a pomocných látek. Je určen k vnitřnímu užití nebo jinému upotřebení, k účelům léčebným, diagnostickým nebo také potravinářským. Různé názvy pro tabletu mohou připomínat cukrovinku (např. bonbon), protože byl dříve cukr považován za lék.

## Tablety podle typu aplikace
- perorální (orální) tablety
  - polykáme celé, rozdrcené nebo rozpuštěné ve vodě, někdy je nutné rozpustit je v ústech
- podjazykové (sublinguární) tablety
  - vkládají se pod jazyk (aby rychleji působily)
- šumivé tablety
  - rozpustí se ve vodě na šumivý roztok, který se vypije
- implantační tablety
  - implantují se do kůže
- vaginální tablety
  - vkládají se do pochvy
- solublety
  - tablety na přípravu roztoků
- diagnety
  - tablety na mikrobiální diagnostiku
- tablety pro přípravu inj. roztoků
  - rozpouštějí se v injekční vodě

## Tablety podle tvaru
- tablety ploché, obvykle válcovité
- tablety čočkovité
- tablety jiných tvarů

## Výroba
Provádí se smícháním pomocných a léčivých látek v předepsaném poměru, nebo smícháním granulátu s pomocnými látkami. Vznikne tak tabletovina, která se zpracovává lisováním v tabletovacích lisech. Lisováním vznikne tableta.